# Paschalik
Ein Paschalik (osmanisch پاشالق İA paşalıḳ) bezeichnet die Würde und das Amt eines Paschas.
Zudem wurde der Ausdruck für die ihm unterstellte osmanische Provinz oder Gegend verwendet, die eigentlich mit dem administrativen Namen Eyâlet und später Vilâyet bezeichnet wurde.

## Osmanische Paschaliks
(lückenhaft)
- Berat (Berat, 1867 zu Yanya/Janina; heute albanisch)
- Bosna (Bosnien; heute Bosnien und Herzegowina)
- Hersek (Herzegowina, 1865 zu Bosna)
- Yanya/Janina (Ioannina; heute griechisch)